# Demografi i USA's højesteret
Demografien i USA's højesteret omhandler baggrunden hos de 112 dommere, som er blevet udpeget til USA's højesteret, i forhold til deres køn, etnicitet, religiøse orientering og lignende. Nogen af disse kendetegn har været anset som problematiske siden højesteretten blev etableret i 1789. I de første 180 år siden højesteretten blev etableret var næsten alle dommerne protestantiske hvide mænd. Før det 20. århundrede havde retten også nogle få romersk-katolske dommere, men dengang handlede bekymringen mest om at der skulle være geografisk mangfoldighed, så alle regioner af landet var dækket, og ikke om f.eks. den kønsmæssige mangfoldighed. I det 20. århundrede blev den første jødiske dommer udpeget (Louis Brandeis, 1916), samt den første afro-amerikanske dommer (Thurgood Marshall, 1967), den første italiensk-amerikanske dommer (Antonin Scalia, 1986) og den første kvindelige dommer (Sandra Day O'Connor, 1981). I det 21. århundrede blev den første latin-amerikanske dommer udpeget (Sonia Sotomayor, 2009)